# مجلس نواب كارولينا الشمالية
مجلس نواب كارولينا الشمالية (بالإنجليزية: North Carolina House of Representatives) هو مجلس النواب التشريعي لولاية كارولاينا الشمالية الأمريكية، يقع المقر الرئيسي له في رالي، كارولاينا الشمالية، وهو المجلس الأدنى في.